# جامعة المجد
جامعة المجد هي جامعة خاصة القرار الجمهوري رقم 379 لسنة 2024 مقرها بمدينة المنصورة الجديدة، بمحافظة الدقهلية.

## الكليات
وتتكون الجامعة من كليات:
- طب الفم والأسنان.
- العلاج الطبيعيّ.
- الهندسة.
- الألسن.
- إدارة الأعمال.
- التكنولوجيا التطبيقية.
- الحاسب الآلي والذكاء الاصطناعي.